# Cato Bontjes van Beek
Pour les articles homonymes, voir Bontjes et Van Beek.
Cato Bontjes van Beek (née le 14 novembre 1920 à Brême, morte exécutée le 5 août 1943 à Berlin dans la prison de Plötzensee) est une résistante allemande au nazisme.
Cato Bontjes van Beek passe son enfance et son adolescence dans la colonie d'artistes de Worpswede/Fischerhude près de Brême. Son père, le céramiste Jan Bontjes van Beek et sa mère la danseuse et peintre Olga Bontjes van Beek, née Breling ne sont pas très riches mais vivent dans une ambiance de grande agitation intellectuelle et artistique. Cato n'intégre pas la Bund Deutscher Mädel. Elle et sa sœur Mietje vivent à partir de 1940 chez leur père à Berlin. Sa maison sert de lieu de rencontres avec des amis, opposants au nazisme. Cato y développe vite une conscience de la souffrance et de l'injustice qu'engendre le Troisième Reich.
Son entrée dans la résistance commence dans le groupe Schulze-Boysen/Harnack (surnommé par les Nazis  "Orchestre rouge"), après qu'elle fasse la connaissance de Libertas Schulze-Boysen. À la suite de l'éclatement de ce groupe, elle entreprend des actions avec un ami, Heinz Strelow. Ils impriment et distribuent des tracts appelant à la résistance contre le régime nazi. Cato est arrêtée le 20 septembre 1942 par la Gestapo à Berlin puis condamné à mort 18 janvier 1943 par le tribunal de guerre du Reich pour aide à une entreprise de Haute trahison. Elle est guillotinée le 5 août 1943, à l'âge de 22 ans.
Il semble plutôt d'après la confidence de sa sœur Mietje faite à Aimé Noël, rencontré dans l'émission Perdu de vue, (Pierre Bellemare, les prisonniers de Berlin) qu'elle eut la tête tranchée à la hache. 
Un lycée de la ville d'Achim porte son nom depuis 1991, ainsi qu'une rue à Fischerhude, avec un panneau explicatif.
Une maison de la culture à Berlin-Lichtenrade porte également son nom.

## Source
- (de) Cet article est partiellement ou en totalité issu de l’article de Wikipédia en allemand intitulé « Cato Bontjes van Beek » (voir la liste des auteurs).